# Вибори Президента Німеччини 2017
Вибори Президента Німеччини 2017 року — це 12-те (з 1949 року) обрання Федерального президента Німеччини депутатами Федеральних зборів Німеччини, що проходять 12 лютого 2017 року.
Федеральний президент Німеччини обирається терміном на п'ять років.
За період з 1949 до 2017 року було одинадцять Президентів. З 23 березня 2012 року на посаді Федерального президента Німеччини працює Йоахім Ґаук.

## Правила обрання

Штандарт президента ФРН з бундес-орлом

Президента в Німеччині обирають Федеральні збори у Берліні, в залі засідань Рейхстагу. До їх складу входять 630 депутатів Бундестагу і таке ж число делегатів, котрих за принципом пропорційності спрямували земельні парламенти.

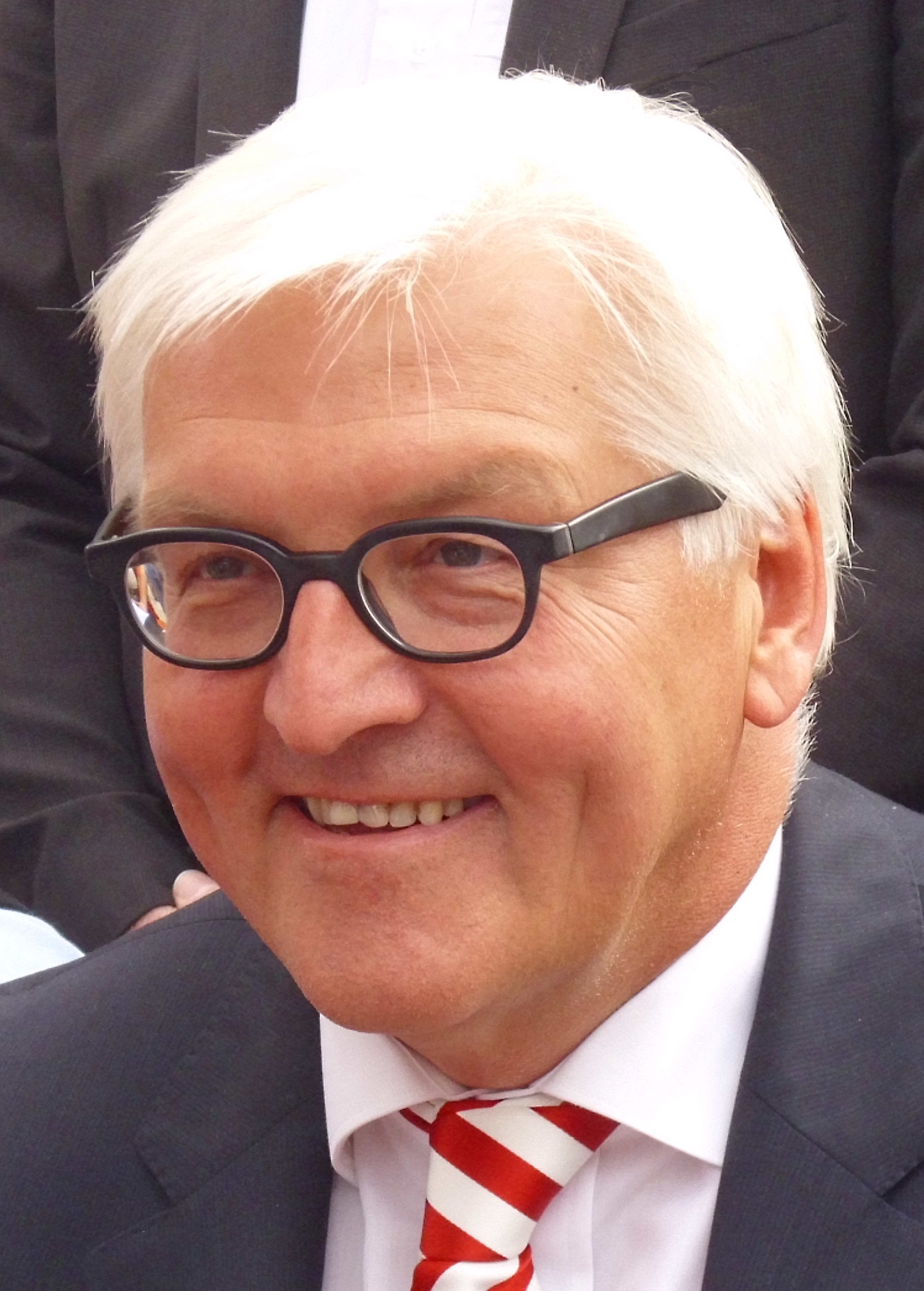
Франк-Вальтер Штайнмайєр обраний 12-м Президентом Німеччини

Загальна кількість в 2017 році складає 1260 делегатів. Брали участь у голосуванні 1239 депутатів. Засідання з обрання Президента проводить голова Бундестагу Норберт Ламмерт.
Згідно із статтею 54 Основного закону ФРН кандидат у Президенти Німеччини повинен обов'язково бути громадянином цієї держави («кожен німець» може стати президентом). Він може бути обраним в нижню палату парламенту (Бундестагу). Однак, кандидат має бути не молодшим сорока років. Безпосереднє переобрання допускається тільки один раз.

## Передвиборча кампанія
У липні 2016 року федеральний президент Німеччини Йоахім Гаук заявив, що не висуватиме свою кандидатуру на другий термін.
16 листопаді 2016 року Ангела Меркель представила 60-річного Франк-Вальтера Штайнмайєра як єдиного кандидата на посаду німецького Президента. Його підтримали дві провідні політичні сили — від правлячої коаліції Християнсько-демократичного союзу, Християнсько-соціального союзу (ХДС / ХСС) і Соціал-демократичної партії (СДПН).
27 січня 2017 року Ф-В.Штайнмаєр з цією метою пішов достроково з посади глави МЗС Німеччини.

## Результати голосування
Соціал-демократ Франк-Вальтер Штайнмайер прогнозовано переміг в першому турі (з можливих трьох). За нього проголосували 931 з 1239 членів колегії виборців (75,1 %), що брали участь у голосуванні за необхідних 631.
| Крістоф Буттервеґе      | дослідник з Кельна                           | Ліва партія                                                   |  | 128 (10.3 %) |
| Александер Гольд        | юрист, актор і телеведучий                   | партія «Вільні виборці»                                       |  | 25 (2.0 %)   |
| Альбрехт Ґлазер         | віце-голова «Альтернативи для Німеччини»     | «Альтернатива для Німеччини»                                  |  | 42 (3.4 %)   |
| Енґельберт Зоннеборн    | висуванець «піратів»                         |                                                               |  | 10 (0.8 %)   |
| Франк-Вальтер Штайнмаєр | колишній міністр закордонних справ Німеччини | СДПН, консервативний блок ХДС-ХСС, Вільна демократична партія |  | 931 (75.1 %) |
| УТРИМАЛИСЬ              |                                              |                                                               |  | 103 (8.3 %)  |

Інавгурація нового Президента Німеччини відбудеться 19 березня 2017 року.
Президент України Петро Порошенко відразу ж (о 16:12) у своєму Твітері привітав новообраного Президента Німеччини: «Сердечно вітаю Франка-Вальтера Штайнмайєра — великого друга України з обранням Федеральним президентом ФРН!».